# Zelicodes linearis
Zelicodes linearis är en fjärilsart som beskrevs av Augustus Radcliffe Grote 1883. Zelicodes linearis ingår i släktet Zelicodes och familjen nattflyn. Inga underarter finns listade i Catalogue of Life.